# Linköping
Linköping – miasto w Szwecji, stolica regionu administracyjnego Östergötland, nad rzeką Stångån. Miasto liczy 115 682 mieszkańców (2020), a gmina Linköping, około 149 906 (2013). Linköping jest siódmym co do wielkości miastem w Szwecji. Linköping to także siedziba diecezji Linköping (kościół szwedzki).

## Historia
- 1104 – pierwsze wzmianki o osadzie
- XII wiek – początek budowy katedry
- 1266 – pierwsze wzmianki o szkole katedralnej
- 25 września 1598 bitwa pod Linköping – przyszły król Szwecji Karol IX Waza zwyciężył wojska swojego bratanka, króla Polski Zygmunta III, przesądzając tym samym o utracie korony szwedzkiej przez króla Polski
- XIX wiek – modernizacja katedry
- 1937 – otwarcie fabryki Saaba
- 1975 – otwarcie uniwersytetu

## Gospodarka
W mieście rozwinął się przemysł środków transportu, maszynowy, włókienniczy oraz elektroniczny.

## Uniwersytet w Linköping
W miejscowości znajduje się założony w 1975 roku uniwersytet, jako alternatywa i konkurencja dla uczelni miast Örebro i Västerås. Uczelnia jest siedzibą Szwedzkiego Narodowego Centrum Komputerowego: NSC – National Supercomputing Center. Wykształciła również polskich matematyków i informatyków. Uczelnia posiada 4 wydziały i 14 katedr. Na uniwersytecie studiuje ponad 27 000 studentów i zatrudnionych jest ponad 3900 wykładowców i pracowników (dane z 2012 roku). Główny kampus uczelni znajduje się w Linköping (Valla Campus), drugi co do wielkości jest US kampus (Wydział Lekarski) oraz kampus w Norrköping. Uczelnia ma też filie w Sztokholmie, LiU Malmsten.

### Szpital Uniwersytecki
Współpracuje ściśle z Wydziałem Lekarskim Uniwersytetu w Linköping oraz zapewnia specjalistyczną pomoc lekarską dla populacji ok. 1 miliona mieszkańców z terenów okręgu administracyjnego Östergötland. Szpital zatrudnia 4300 pracowników, posiada 640 łóżek i pełni całodobowy ostry dyżur specjalistyczny.

## Transport
- Linköpings centralstation
- Autobusy miejskie
- Autobusy dalekobieżne
- Bezpośredni autobus na lotnisko Stockholm-Skavsta (Nyköping)
- Komunikacja kolejowa

## Sport
- W latach 1995–2000 na Motorstadionie odbyło się sześć rund Grand Prix Szwecji.
- Klub hokejowy Linköpings HC występuje w Elitserien, najwyższej lidze rozgrywek hokejowych w Szwecji. Mecze rozgrywa w hali Saab Arena.
- Filbyterna Linköping - klub żużlowy

## Inne obiekty
- W mieście znajduje się muzeum miasta oraz kościoła katedralnego w dawnym pałacu biskupów Linköping.
- W północnej części miasta znajduje się otwarte w 2004 roku centrum sportowo-rozrywkowe "Saab Arena".
- Miasto ma wygodne i szybkie połączenia kolejowe oraz autobusowe z większymi miastami Szwecji oraz lotniskami
- W mieście znajduje się niewielkie lotnisko (graniczące z fabryką Saaba) obsługujące pasażerów udających się do m.in. Sztokholmu, Kopenhagi, Amsterdamu, Visby. Najbliższe międzynarodowe lotniska znajdują się niedaleko miasta Nyköping (Port lotniczy Sztokholm-Skavsta) oraz w Norrköping.
- Na zachodzie miasta niedaleko bazy wojsk lotniczych znajduje się muzeum lotnictwa cywilnego i wojskowego "Flygvapen"
- Na północy miasta znajduje się centrum handlowe i przemysłowe miasta – Tornby

## Miasta partnerskie
Na podstawie:
- Roskilde
- Joensuu
- Ísafjörður
- Tønsberg
- Linz
- Pietrasanta
- Kowno
- Oradea
- Guangzhou
- Makau
- Estelí
- Morogoro
- Palo Alto